# Joker: Folie à Deux (soundtrack)
Joker: Folie à Deux (Score from the Original Motion Picture Soundtrack) is de originele soundtrack, gecomponeerd door Hildur Guðnadóttir voor de film Joker: Folie à Deux uit 2024 van Todd Phillips. Het album werd uitgebracht op 27 september 2024 door WaterTower Music. Het werd voorafgegaan door de single "There Is No Joker" die op 9 september 2024 werd uitgebracht.
Op 4 oktober 2024 verscheen ook een soundtrack van de film met de titel Joker: Folie à Deux (Music from the Motion Picture). Het album bevat liedjes uit de film, gezongen door Joaquin Phoenix en Lady Gaga.

## Joker: Folie à Deux (Score from the Original Motion Picture Soundtrack)

### Tracklijst
Alle muziek en teksten zijn geschreven door Hildur Guðnadóttir. 
| 1.                 | It's Showtime              | 2:50 |
| 2.                 | That Dumb Laugh            | 1:59 |
| 3.                 | Same Ol' Joker             | 1:40 |
| 4.                 | The Real You               | 2:32 |
| 5.                 | Back on TV                 | 1:24 |
| 6.                 | Buy Me a Drink First?      | 1:13 |
| 7.                 | Trial of the Century       | 1:42 |
| 8.                 | My Mother Had Me Committed | 1:32 |
| 9.                 | The Saints                 | 1:17 |
| 10.                | The Other Half             | 1:43 |
| 11.                | Social Services            | 1:41 |
| 12.                | Knock Knock                | 1:39 |
| 13.                | Doppelgänger               | 2:23 |
| 14.                | That's All, Folks          | 0:54 |
| 15.                | Old Neighborhood           | 1:14 |
| 16.                | Uh Oh, I'm in Trouble      | 1:34 |
| 17.                | Voices                     | 2:25 |
| 18.                | There Is No Joker          | 1:50 |
| 19.                | It's All Theater           | 2:03 |
| Totale duur: 33:35 |                            |      |

## Joker: Folie à Deux (Music from the Motion Picture)
Joker: Folie à Deux (Music from the Motion Picture) is de soundtrack van de film Joker: Folie à Deux uit 2024 van Joaquin Phoenix en Lady Gaga. Het werd uitgebracht op 4 oktober 2024 via WaterTower Music en Interscope Records. Lady Gaga bracht op 27 september 2024 een begeleidend album uit, getiteld Harlequin.

### Tracklijst
Alle muziek en teksten zijn geschreven (tussen haakjes)

| 1.                 | Slap That Bass / Get Happy / What the World Needs Now Is Love (Burt Bacharach, George Gershwin, Hal David, Harold Arlen, Ira Gershwin & Ted Koehler) | Nick Cave           | 3:16 |
| 2.                 | For Once in My Life (Orlando Murden, Ron Miller) | Joaquin Phoenix     | 2:49 |
| 3.                 | If My Friends Could See Me Now (Cy Coleman, Dorothy Fields)                                                                                          | Lady Gaga & Phoenix | 3:12 |
| 4.                 | Folie à Deux (Stefani Germanotta) | Gaga                | 1:44 |
| 5.                 | Bewitched (Lorenz Hart, Richard Rodgers) | Phoenix Gaga        | 2:58 |
| 6.                 | That's Entertainment (Arthur Schwartz, Howard Dietz)                                                                                                 | Gaga                | 1:40 |
| 7.                 | When You're Smiling (The Whole World Smiles with You) (Joe Goodwin, Larry Shay, Mark Fisher)                                                         | Phoenix             | 1:45 |
| 8.                 | To Love Somebody (Barry Gibb, Robin Gibb) | Phoenix & Gaga      | 1:49 |
| 9.                 | (They Long to Be) Close to You (Bacharach, David) | Gaga & Phoenix      | 2:48 |
| 10.                | The Joker (Anthony Newley, Leslie Bricusse) | Phoenix             | 3:41 |
| 11.                | Gonna Build a Mountain (Newley, Bricusse) | Gaga & Phoenix      | 3:18 |
| 12.                | I've Got the World on a String (Arlen, Koehler) | Gaga                | 2:05 |
| 13.                | If You Go Away (Jacques Brel, Rod McKuen) | Phoenix             | 3:19 |
| 14.                | Gonna Build a Mountain (Reprise) (Newley, Bricusse)                                                                                                  | Phoenix             | 1:52 |
| 15.                | That's Life (Dean Kay, Kelly Gordon) | Gaga                | 3:03 |
| 16.                | True Love Will Find You in the End (Daniel Johnston)                                                                                                 | Phoenix             | 2:02 |
| Totale duur: 41:21 | |                     |      |